# Cave-In-Rock (Illinois)
Cave-In-Rock es una villa ubicada en el condado de Hardin en el estado estadounidense de Illinois. En el Censo de 2010 tenía una población de 318 habitantes y una densidad poblacional de 288,22 personas por km².

## Geografía
Cave-In-Rock se encuentra ubicada en las coordenadas 37°28′14″N 88°9′57″O / 37.47056, -88.16583. Según la Oficina del Censo de los Estados Unidos, Cave-In-Rock tiene una superficie total de 1.1 km², de la cual 0.97 km² corresponden a tierra firme y (12.21%) 0.13 km² es agua.

## Demografía
Según el censo de 2010, había 318 personas residiendo en Cave-In-Rock. La densidad de población era de 288,22 hab./km². De los 318 habitantes, Cave-In-Rock estaba compuesto por el 95.28% blancos, el 0% eran afroamericanos, el 0.94% eran amerindios, el 0.31% eran asiáticos, el 0% eran isleños del Pacífico, el 1.57% eran de otras razas y el 1.89% pertenecían a dos o más razas. Del total de la población el 3.14% eran hispanos o latinos de cualquier raza.